# Pheia insignis
Pheia insignis là một loài bướm đêm thuộc phân họ Arctiinae, họ Erebidae.